# Agricola (vir inlustris)
Agricola (fl. 466–485) è stato un politico romano, figlio dell'imperatore romano d'Occidente Avito.

## Biografia
Agricola era figlio di Avito, e quindi fratello di Ecdicio Avito e di Papianilla; suo nonno fu probabilmente l'omonimo console del 421. Agricola era imparentato col poeta gallico Sidonio Apollinare, marito di Papianilla, e con Ruricio di Limoges, di cui aveva sposato la figlia; ebbe un figlio, Partenio, che gli diede dei nipoti. Si sono conservate due lettere di Sidonio (Epistole i.2, del 453/466, e ii.12, prima del 469) e una di Ruricio (ii.32, 485/506) a lui indirizzate.
Ricoprì il rango di vir inlustris; all'epoca della lettera di Ruricio era stato da poco ordinato sacerdote.